# Astragalus ishkamishensis
Astragalus ishkamishensis es una especie de planta del género Astragalus, de la familia de las leguminosas, orden Fabales.

## Distribución
Astragalus ishkamishensis se distribuye por Tayikistán y Afganistán.

## Taxonomía
Fue descrita científicamente por Podl. Fue publicada en Mitt. Bot. Staatssamml. München vi. 561 (1967).